# 埂子街
埂子街旧名埂子上、钞关街，是中华人民共和国江苏省扬州市广陵区东关街道的一条古老的街道，南北走向，南通钞关（挹江门），北到扬州最繁华的多子街（现名甘泉路），接柳巷，直抵天宁门，西侧为小秦淮河。全长约800米，宽不足5米。街道系堆积清理小秦淮淤泥而成，地脉隆起，街面比河岸高出许多。明、清时期，这条街位于扬州新城，扬州旧城的小东门外，“两畔多名肆”，其中最著名的老字号是戴春林香粉店。埂子上是乾隆时期的御道的一部分。扬州最早的警察岗亭，就设在埂子上与多子街的交会口。
民国十二年（1923年），扬六公路筑成，在钞关以东的引市街南的李官人巷口新开福运门，1948年修建大荣桥，1953年打通砖街修建渡江路和渡江桥，汽车站和码头设此，此后埂子上走向萧条。

## 建筑
- 愿生寺：埂子街北首146号，建于民国十九年（1930年）。现为扬州市文物保护单位[3]。